# 6792 Akiyamatakashi
6792 Akiyamatakashi este un asteroid din centura principală de asteroizi.

## Descriere
6792 Akiyamatakashi este un asteroid din centura principală de asteroizi. A fost descoperit pe 30 noiembrie 1991 la Susono de Makio Akiyama și Toshimasa Furuta. Asteroidul prezintă o orbită caracterizată de o semiaxă mare de 2,37 ua, o excentricitate de 0,24 și o înclinație de 3,7° în raport cu ecliptica.